# Ulmaceae
Ulmaceae, las ulmáceas, son una familia del Orden Rosales. Los miembros de la familia están ampliamente distribuidos por toda la Zona templada, y tienen una distribución dispersa en otros lugares excepto en Australasia.
Anteriormente, la familia era tratada a veces para incluir las moras, (Celtis y aliados), pero un análisis del Grupo para la filogenia de las angiospermas sugiere que estos géneros están mejor ubicados en la familia relacionada Cannabaceae. Generalmente se considera que incluye unos 7 géneros y unas 45 especies. Algunas clasificaciones también incluyen el género Ampelocera.
Aunque se encuentra entre las familias más pequeñas del reino vegetal en cuanto a número de especies, la familia Ulmaceae tiene un importante valor científico, económico, social y de conservación. Ulmaceae es un grupo de plantas antiguo y exclusivamente leñoso formado por árboles y arbustos caducifolios, raramente perennifolios. Se trata de una familia de plantas extremadamente interesante con respecto a diferentes cuestiones científicas, como la paleobotánica, la biogeografía, la sistemática, la evolución de las plantas o la diversificación de las especies.

## Descripción
En su mayoría son árboles, rara vez arbustos. Tienen hojas pecioladas simples alternas dispuestas en dos filas en las ramas, a menudo asimétricas, con estípulas en su mayoría prontamente caducas. 
Las flores están solas o agrupadas en inflorescencias de diferentes estructuras. Las flores en su mayoría son hermafroditas (hay plantas poliginas); monoclámideas; cáliz con 4 - 9 sépalos soldados;  con 4 - 6 estambres episépalos; gineceo bicarpelar, sincárpico, con dos estigmas patentes; comúnmente agrupadas. 
El fruto es un sámara de nuez alada o drupa redondeada; estando el ovario formado por dos carpelos que se separan cuando el fruto madura. La propagación de las diásporas se produce a través del viento. 
Unas 140 especies de las zonas templadas subtropicales y tropicales del hemisferio norte, dos géneros en Europa.

## Sistemática
El nombre de la familia Ulmaceae proviene desde 1815 Charles François Brisseau de Mirbel en Elem. Physiol. Veg. Bot., 2, S. 905. El género tipo es Ulmus L. La familia de las Ulmáceas durante mucho tiempo solo tuvo dos subfamilias: Ulmoideae y Celtidoideae dentro del ordo Urticales. Estudios de genética molecular revelaron que las seis o siete familias y 2600 especies del anterior ordo Urticales pertenecían al orden Rosales. Resultó que la subfamilia Celtidoideae, con los géneros Aphananthe, Celtis, Gironniera, Pteroceltis y Trema no se asocian ya a la subfamilia Ulmoideae, sino que esos géneros que se enmarcaban en la subfamilia Celtidoideae pertenecen en realidad a las Cannabaceae.
Familias relacionadas dentro del orden Rosales:
|  | Cannabaceae                                             |
|  |                                                         |
|  | \| \| Moraceae \| \| \| \| \| \| Urticaceae \| \| \| \| |
|  |                                                         |
|  | Moraceae                                                |
|  |                                                         |
|  | Urticaceae                                              |
|  |                                                         |

|  | Moraceae   |
|  |            |
|  | Urticaceae |
|  |            |

|  | Cannabaceae                                             |
|  |                                                         |
|  | \| \| Moraceae \| \| \| \| \| \| Urticaceae \| \| \| \| |
|  |                                                         |
|  | Moraceae                                                |
|  |                                                         |
|  | Urticaceae                                              |
|  |                                                         |

|  | Moraceae   |
|  |            |
|  | Urticaceae |
|  |            |

|  | Cannabaceae                                             |
|  |                                                         |
|  | \| \| Moraceae \| \| \| \| \| \| Urticaceae \| \| \| \| |
|  |                                                         |
|  | Moraceae                                                |
|  |                                                         |
|  | Urticaceae                                              |
|  |                                                         |

|  | Moraceae   |
|  |            |
|  | Urticaceae |
|  |            |

|  | Cannabaceae                                             |
|  |                                                         |
|  | \| \| Moraceae \| \| \| \| \| \| Urticaceae \| \| \| \| |
|  |                                                         |
|  | Moraceae                                                |
|  |                                                         |
|  | Urticaceae                                              |
|  |                                                         |

|  | Moraceae   |
|  |            |
|  | Urticaceae |
|  |            |

En la familia de Ulmáceas hay actualmente solo siete géneros con cerca de 35 especies
- Ampelocera Klotzsch: Con al menos tres especies en el Neotrópico.
- Hemiptelea Planch.: Con el siguiente tipo: 
  - Hemiptelea davidii (Hance) Planch.: Es originario de China y Corea.
- Holoptelea Planch.: Con alrededor de dos especies en el África tropical.
- Phyllostylon Capan. ex Benth. & Hook. f.: Con dos especies en el Neotrópico.
- Planera J.F.Gmelin: El único tipo:
  - Planera aquatica J.F.Gmelin: Procede del sureste de los Estados Unidos. Es el "Falso sándalo".
- Ulmus L.: Con 20-30 especies. Sus frutos son las sámaras, donde la semilla está en el centro del ala.
- Zelkova Spach: Con cinco a siete especies.

Ulmaceae incluye muchos árboles relictos (es decir, extintos). Los registros fósiles datan el origen de la familia a principios del Cenozoico. A principios del Paleoceno, los miembros de la familia de los olmos ya estaban muy extendidos por todo el hemisferio norte, pero los registros confirmados más antiguos de géneros existentes, como Ulmus y Zelkova, datan del Eoceno. Al menos un género muy extendido se extinguió, Cedrelospermum, en el Paleógeno y Neógeno de Europa, Asia y Norteamérica. Otros géneros, comunes en el pasado a escala continental, persisten en la actualidad en áreas de distribución disjuntas (por ejemplo, Zelkova, que crece en Asia oriental y Eurasia sudoccidental) o restringidas (por ejemplo, Hemiptelea, que prospera en varias localidades de Corea y China oriental). Los fósiles más antiguos de géneros vivos consisten en hojas y frutos de Ulmus referidos al Eoceno temprano de China (hace unos 50 millones de años) y al Eoceno medio a tardío de Norteamérica.

Se ha aplicado las técnicas de filogenética molecular sobre las Ulmaceae.

## Distribución
Las especies tienen su área de distribución principalmente en las latitudes templadas del hemisferio norte.
En Europa Central, especialmente el olmo de montaña (Ulmus glabra), olmo blanco europeo (Ulmus laevis), olmo común (Ulmus minor) y olmo inglés (Ulmus procera), este último principalmente en Francia y Gran Bretaña.

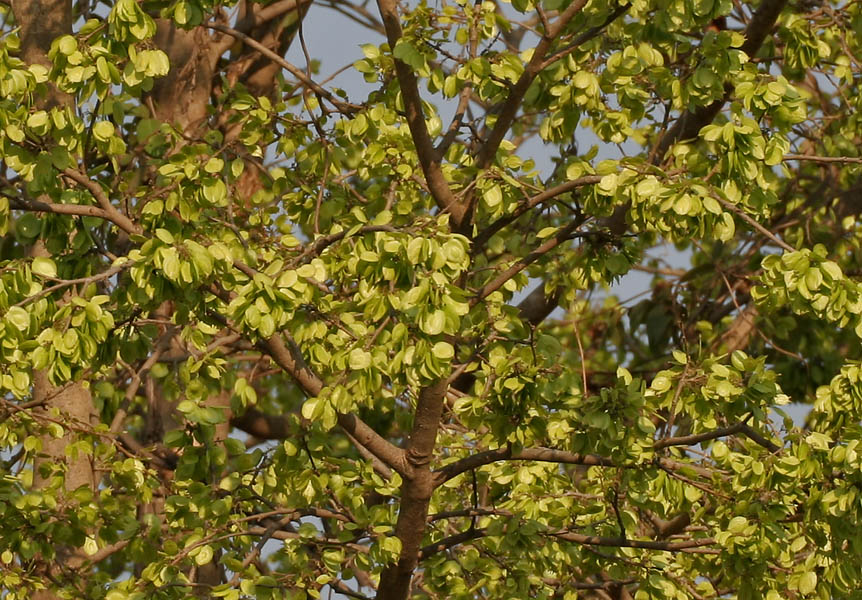
Rama con sámaras de Holoptelea integrifolia

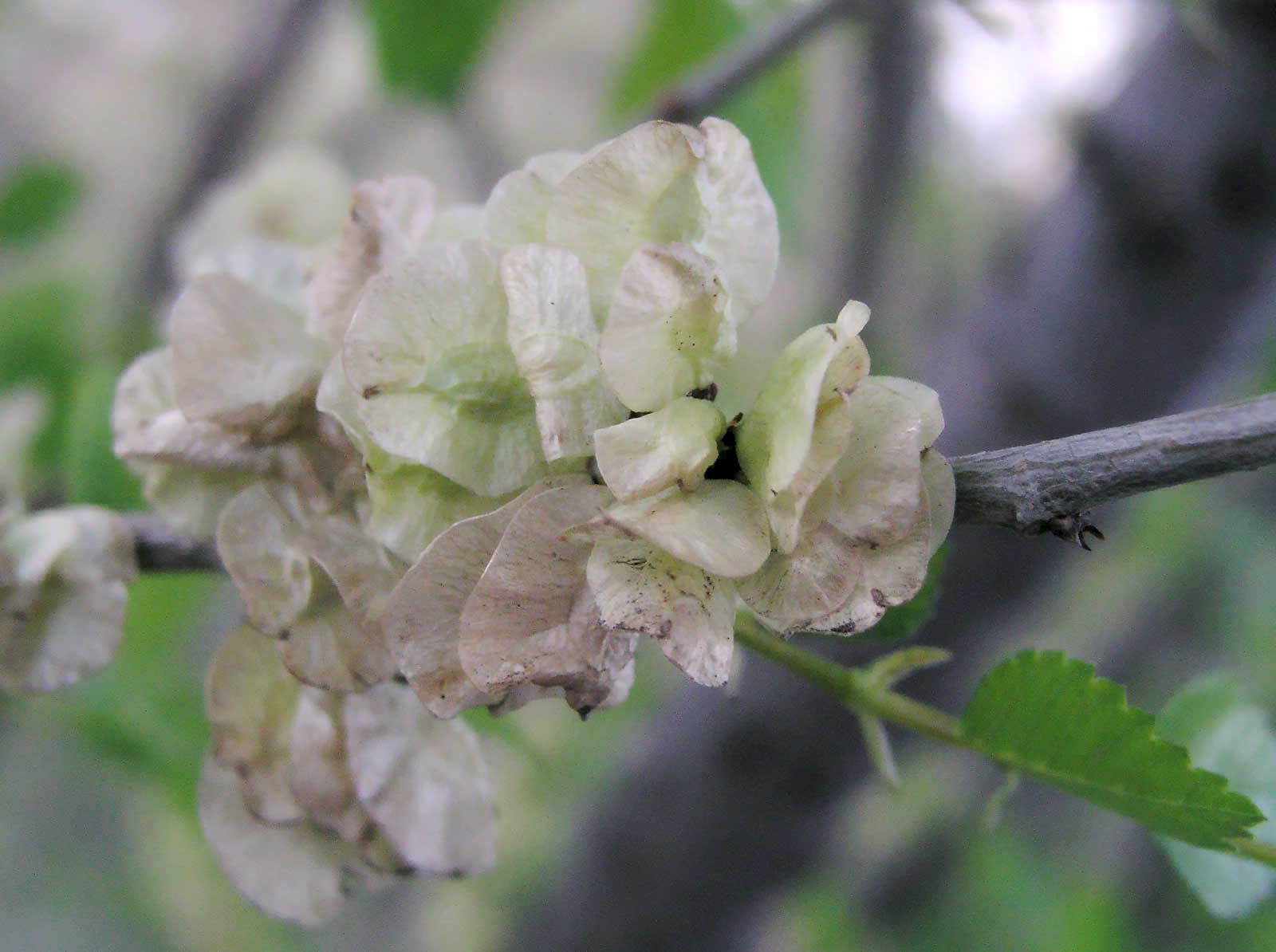
Sámara de olmo siberiano (Ulmus pumila)

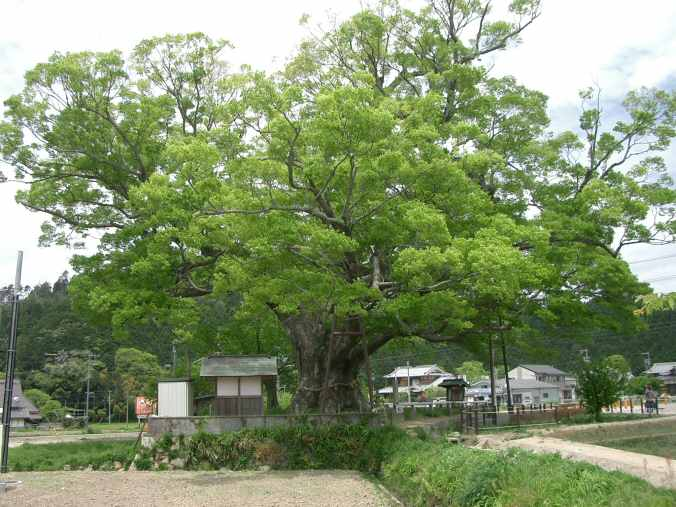
Zelkova japonés (Zelkova serrata)

## Importancia
Las especies de la familia Ulmaceae son conocidas principalmente por su importancia ecológica y económica. Se compone de especies distribuidas mayormente en zonas templadas y tropicales, con un número destacado de representantes en el hemisferio norte. Estas plantas poseen valores científicos, económicos, sociales y de conservación fundamentales para el estudio de la biodiversidad y la sostenibilidad de los ecosistemas.

### Valor científico
Las especies de la familia Ulmaceae, particularmente el género Ulmus, son objeto de numerosos estudios científicos debido a sus características biológicas, ecológicas y evolutivas. Su interés radica en la adaptación de estas plantas a diversos tipos de hábitats, su capacidad para formar asociaciones simbióticas con micorrizas y su potencial para estudiar la dinámica de las comunidades vegetales. Además, el estudio de la anatomía y morfología de estas especies ofrece valiosa información sobre la evolución de las angiospermas y sus mecanismos de defensa frente a plagas y enfermedades. El análisis de las especies de Ulmus también ha sido clave en investigaciones sobre la filogenia de las plantas dicotiledóneas, proporcionando datos valiosos para comprender la diversidad y las relaciones evolutivas dentro del reino vegetal.

### Valor económico
Las plantas de la familia Ulmaceae tienen un notable valor económico, especialmente en el ámbito de la madera. Algunas especies, como Ulmus americana (olmo americano), son conocidas por la calidad de su madera, que es densa, durable y resistente a la humedad. Esta madera se utiliza en la fabricación de muebles, pisos, y en la industria de la construcción. Además, las especies de Ulmus tienen aplicaciones en la producción de papel debido a la textura de su corteza. Las semillas y frutos de ciertas especies también han sido aprovechados en algunas culturas para fines alimentarios o medicinales.
En el campo de la agroforestería, el olmo ha sido empleado como árbol ornamental y en proyectos de reforestación debido a su rápido crecimiento y resistencia a diversas condiciones climáticas. Sin embargo, el valor económico de las especies de Ulmaceae ha disminuido en algunos casos debido a las amenazas de enfermedades, como la grafiosis, que ha afectado gravemente a los olmos en muchas regiones del mundo.

### Valor social
Las especies de Ulmaceae tienen un significativo valor social, especialmente en las comunidades rurales y urbanas. Los olmos han sido tradicionalmente utilizados en el diseño paisajístico y en la creación de áreas sombreadas en parques y avenidas, lo que mejora la calidad de vida urbana. Además, las propiedades medicinales atribuidas a ciertas especies de esta familia han sido parte de la medicina tradicional en diversas culturas. Los compuestos presentes en la corteza de algunos olmos, como mucílagos y flavonoides, se han usado para tratar diversas afecciones, incluyendo problemas digestivos y respiratorios.
En términos culturales, los olmos han sido mencionados en leyendas y literatura popular de varias regiones, lo que les otorga un valor simbólico y emocional. Asimismo, estos árboles proporcionan un hábitat importante para diversas especies de fauna, contribuyendo al equilibrio de los ecosistemas locales y promoviendo una mayor interacción entre las personas y la naturaleza.

### Valor de conservación
El valor de conservación de las especies de Ulmaceae es considerable, especialmente dado el impacto negativo de diversas amenazas, como las enfermedades, la urbanización y la deforestación. El olmo americano, por ejemplo, ha sufrido una drástica disminución de su población debido a la grafiosis, una enfermedad fúngica que ha diezmado a muchas de sus poblaciones en América del Norte. La conservación de estas especies es esencial para preservar la biodiversidad de los ecosistemas donde habitan, y también para mantener la función ecológica que desempeñan, como la mejora de la calidad del suelo y la regulación del ciclo del agua.
La conservación de los olmos y otras especies de la familia Ulmaceae involucra estrategias como la investigación genética para desarrollar variedades resistentes a enfermedades, así como la protección de hábitats naturales y la promoción de prácticas forestales sostenibles. En este sentido, la familia Ulmaceae desempeña un papel crucial en la conservación de los bosques templados y subtropicales, que son vitales para la mitigación del cambio climático.

## Lista de  especies
Según el National Center for Biotechnology Center (NCBI):
- género Ampelocera
  - Ampelocera hottleyi
- género Aphananthe
  - Aphananthe aspera
  - Aphananthe monoica
- género Celtis
  - Celtis africana
  - Celtis australis
  - Celtis bungeana
  - Celtis durandii
  - Celtis iguanaea
  - Celtis koraiensis
  - Celtis laevigata
  - Celtis latifolia
  - Celtis occidentalis
  - Celtis philippensis
  - Celtis schippii
  - Celtis sinensis
  - Celtis tournefortii
  - Celtis yunnanensis
  - Celtis sp. Morton s.n.
- género Chaetachme
  - Chaetachme aristata
- género Gironniera
  - Gironniera subaequalis
- género Hemiptelea
  - Hemiptelea davidii
- género Holoptelea
  - Holoptelea integrifolia
- género Lozanella
  - Lozanella enantiophylla
- género Parasponia
  - Parasponia andersonii
  - Parasponia parviflora
  - Parasponia rigida
  - Parasponia simulans
- género Pteroceltis
  - Pteroceltis tatarinowii
- género Trema
  - Trema africana
  - Trema aspera
  - Trema cannabina
  - Trema integerrima
  - Trema lamarckiana
  - Trema micrantha
  - Trema nitens
  - Trema orientalis
  - Trema politoria
  - Trema tomentosa
  - Trema virgata
- género Ulmus
  - Ulmus alata
  - Ulmus americana
  - Ulmus crassifolia
  - Ulmus glabra
  - Ulmus laciniata
  - Ulmus laevis
  - Ulmus minor
  - Ulmus parvifolia
  - Ulmus procera
  - Ulmus pumila
  - Ulmus rubra
  - Ulmus thomasii
  - Ulmus sp. Gravendeel 4000
- género Zelkova
  - Zelkova abelicea
  - Zelkova carpinifolia
  - Zelkova schneideriana
  - Zelkova serrata
  - Zelkova cf. serrata GG-2004
  - Zelkova sicula